# Junkers EF 130
Die Junkers EF 130 war ein Projektentwurf für einen Nurflügel-Langstrecken-Schnellbomber der Junkers Flugzeug- und Motorenwerke.

## Beschreibung
Die EF 130 war ein als Nurflügler ausgelegter Strahlbomber, der von vier BMW-003-Turbojets im Heckbereich angetrieben wurde und über zwei Seitenleitwerke an den Hinterkanten der Außenflügel verfügte. Die Besatzung war in einer aus der Tragfläche herausragenden Kabine im Bug untergebracht und der Bombenschacht befand sich mittig des Tragflächenmittelstücks. Die EF 130 kam bis zur Kapitulation der Wehrmacht jedoch nicht über die Entwurfsphase hinaus.

## Technische Daten
| Kenngröße             | Daten                    |
| --------------------- | ------------------------ |
| Besatzung             | 2–3                      |
| Spannweite            | 24,00 m                  |
| Flügelfläche          | 120,00 m²                |
| Startmasse            | 38.100 kg                |
| Antrieb               | vier BMW 003 A-1         |
| Leistung              | je 800 kp                |
| Höchstgeschwindigkeit | 990 km/h in 6.000 m Höhe |
| Steiggeschwindigkeit  | 5.920 m/min              |